# كأس هونغ كونغ 2009–10
كأس هونغ كونغ 2009–10 (بالصينية: 2009–10年香港足總盃) هو موسم من كأس هونغ كونغ. كان عدد الأندية المشاركة فيه 10، وفاز فيه هونغ كونغ بيغاسوس ‏.